# Centrarthra albiapicata
Centrarthra albiapicata är en fjärilsart som beskrevs av W. Warren 1914. Centrarthra albiapicata ingår i släktet Centrarthra och familjen nattflyn. Inga underarter finns listade i Catalogue of Life.